# ミクロ (プロレスラー)
ミクロ（1991年4月25日 - ）は、日本の元女子プロレスラー。

## 人物
- 前リングネームの由来は、宇都宮から来た小さい子。身長142cmは女子プロレス業界最小（スターダムのキッズレスラー夢を除く）であったが、その座は2011年にJWP女子プロレスよりデビューしたラビット美兎（139cm）に譲った。現リングネームも「小さい＝ミクロ」から。後述する「腹黒い」の「黒（クロ）」もかけているとも言われていたが、本人はそれを否定した。REINA×WORLD参戦時の「ミニ・トマト」は梶トマト率いるトマトファミリーの覆面レスラーとしての名義。
- 真琴と同様、アキバ系文化に精通し、コスプレ（「To Heart」など）・コミケ通い・東方Projectやウサビッチの関連グッズ集めが趣味。イラストも得意とし、テレビ埼玉「レッスルアリーナ」でのオープニングのイラストも担当。更にはみなみ飛香が「チルノのパーフェクトさんすう教室」のダンス（踊ってみた）にハマり出したのをいい事に、飛香らを巻き込み、「踊ってみた部」なるサークルまで作ってしまっている（部長は飛香で、都宮は副部長）。東方や踊ってみた以外にも多くのサブカルチャーに精通し、ミリタリー系プラモデル製作も趣味とし、2011年にはアーマーモデリング誌に自身のコーナーも設けられている。
- 「19時女子プロレス」の放送で、さくらえみやGENTAROから「腹黒い」と指摘され、試合でも騙し撃ちやボディブロー、買収といった行為が目立つようになる。当初は否定するも、2011年からはコスチュームなどのイメージを一新し、腹黒キャラに専念。
- 体格での不利を練習量と戦術で補っており、男子との対戦など変則的な試合への対応にも優れる。プロレスに対する真摯な姿勢から、会場人気は高い。
- SMASHの記者会見時に佐野直のTシャツを何故か着用していた。
- 中学の先輩に元JWP所属のmasu-meがいる。
- さくらえみが我闘雲舞を旗揚げした際に入団を希望したが、門前払いを受けてしまった。

## 所属
- アイスリボン（2008年10月18日 - 2011年8月28日）
- プロフェッショナルレスリング・ワラビー（2011年8月29日 - 2012年4月20日）
- フリーランス（2012年4月21日 - 2013年1月31日）
- 世界プロレス協会（2013年2月1日 - 2014年）
- フリーランス（2014年 - 2017年)

## 経歴・戦歴
2008年
- 9月11日、上京。さくらえみの家に転がりこむ。アイスリボンを選んだ理由は、「実話ナックルズ」に掲載された、真琴のインタビューを見て知った初めてのプロレス団体。
- 10月18日、新木場1stRING大会、対植田ゆう希戦でデビュー。リングネームは「都宮ちい」。

2009年
- 1月18日、対田村欣子&植田ゆう希戦で初勝利（パートナーは、牧場みのり）。なお、この試合は、植田ゆう希にとってのラストマッチであった。
- 3月22日、タニー・マウスを奇襲し、アイアンマンヘビーメタル級王座を奪取。第774代王者となり、自身初タイトルを獲得。
- 10月23日、さくらえみの持つICE×60王座に初挑戦。善戦するもおよばず。試合後に、「もっと練習して強くなる」と号泣。
- 11月14日、りほとタッグチーム「ミニチュアダックス」を結成。

2010年
- 1月23日、りほと松本都の抗争に巻き込まれ、団体初のハードコアマッチ（ハードコアリボン、vs高橋奈苗＆松本都）を行う。
- 7月19日、板橋グリーンホール大会、コマンド・ボリショイと組み、葛西純&松本都の持つインターナショナル・リボンタッグ王座に挑戦したが、敗戦し、王座獲得に失敗。
  - この試合の前哨戦では、特殊ルールながら葛西からピンフォールを奪っている。
- 8月7日、板橋大会、パートナーを木高イサミに変更しタッグ王座に再挑戦し勝利。第11代王座となる。
- 9月23日、後楽園ホール大会（リボンの騎士たち）、GENTARO・市井舞組とタッグ王座防衛戦を戦うが敗戦し、防衛に失敗。
- 10月11日、「プロレス五稜郭」札幌テイセンホールにて5団体対抗5WAYラダーマッチにアイスリボン代表として出場。
- 10月30日、アイスリボン道場マッチにてコマンド・ボリショイの持つICE×60王座に挑戦するも敗退。
- 12月24日、SMASH「ハプニングEve'」新宿FACE大会にてSMASH初参戦。KUSHIDA・みなみ飛香と組み、木高イサミ・児玉ユースケ・真琴組と対戦。真琴のダブルアーム・スープレックスホールドで敗戦。
- 12月31日、後楽園ホールでの年越しプロレス、34団体によるシンボル持ち込みランブルにアイスリボン代表として出場。

2011年
- 1月4日、新木場1stRING大会（新春リボン）、アーマーモデリング誌・マッドマックス誌とアイスリボン初の個人スポンサード契約を結び、同誌のロゴ入り新コスチュームとガウン姿で登場。宮本裕向と組み、中澤マイケル・松本都に勝利。
- 1月5日、TRUTHアイスリボン道場大会にて、TRUTHジュニア公開オーディション試合に出場し勝利。合格するも「新コスチュームを披露したかっただけ。TRUTHジュニアには興味ない」と吐き捨てて去る。
- 2月23日、アイスリボン道場マッチにて藤本つかさの持つICE×60王座に挑戦するも敗退。
- 3月2日、アイスリボン道場マッチにて藤本つかさの持つトライアングルリボン王座に挑戦。Rayのフォールと藤本の足4の字固めを同時に受け敗退するも、勝者が2人となったため規定により藤本からのベルト剥奪には成功する。
- 5月5日、後楽園ホール大会にてセンダイガールズプロレスリング・花月の持つJWPジュニア二冠に挑戦するも敗退。
- 5月13日、19時女子プロレスにてつくしの持つIW19王座に挑戦するも敗退。
- 6月1日、19時女子プロレス旗揚げ1周年記念大会にてみなみ飛香の持つIW19王座に挑戦し、ジャングルクラッチで勝利。第3代王者となる。次期挑戦者に真琴を指名し、タイトル戦までのアイスリボンと19時女子、全9大会で真琴とのシングルを組むよう要求。
- 6月8日、真琴が首の負傷による欠場のため、相手が志田光に変更。
- 6月19日、ガッツワールドプロレスリング茂木町民センター別館大会「チャリティープロレスinもてぎ2011」のアイスリボン提供試合にて志田光とシングルで戦い、ウラカン・ラナで勝利。栃木凱旋を果たす。
- 6月24日、19時女子プロレスにて志田光を相手にIW19王座防衛戦を戦い、ジャングルクラッチで勝利。初防衛に成功すると共に、志田とのシングル9連戦を5勝4敗で終える。試合後、改めて真琴を次期挑戦者に指名。
- 7月22日、19時女子プロレスにて真琴を相手にIW19王座防衛戦を戦い、19分引き分けで防衛に成功。しかし試合後、前哨戦で連敗していた上に防衛戦で勝ちきれなかったことを理由にタイトルを返上した。
- 8月26日、28日の道場マッチを最後にアイスリボン退団とリングネーム「ミクロ」への改名が発表された。
- 8月30日、矢野啓太率いるプロフェッショナルレスリング・ワラビーへの入団が発表された。

2012年
- 1月15日、OSAKA女子プロレスにて、下野佐和子が持つJWP認定ジュニア王座&POP王座に挑戦し敗退。
- 4月20日、4月16日に行われたワラビートークショーにおいて、プロモーターである二見社長に対し不適切な発言があり、それについて謝罪などを行うよう要請したが、反省や謝罪の意思が見られず、さらに謝罪会見も欠席したため同日付で解雇された。
- 6月17日、JWP女子プロレス東京キネマ倶楽部大会でラビット美兎の持つJWP認定ジュニア王座&POP王座に挑戦するも敗退。
- 10月25日、デビュー4周年イベントを開催。ゲストに忍、ばってん多摩川らが参加。
- 10月28日、REINA×WORLD国内旗揚げ戦にて、ミクロ名義でエキシビジョンマッチで羽柴まゆみと対戦して引き分け。ミニ・トマトとして上林と組んでミア・イム&アレックス・リー組と対戦して勝利。

2013年
- 12月31日、世界プロレス協会旗揚げ、AKUBI名義で試合。

2014年
- 世界プロレス協会を退団。以降、ガッツワールドを中心に活動。

2015年
- 9月、休業を発表

2016年
- 5月8日、ガッツワールド後楽園ホール大会にて復帰。

2017年
- 8月19日のガッツワールド新宿三丁目末広通り商店街プロレスを最後に欠場。
- 11月25日、Twitterにて「プロレスのことは2度と呟かないのでプロレス関係目当ての方はフォロー外してください」とツイートし、公式な引退発表はしてないがプロレスラー活動はリタイアした。

## タイトル歴
- 第774代アイアンマンヘビーメタル級王座
- 第11代インターナショナルリボンタッグ王座（パートナーは木高イサミ）
- 第3代19時女子プロレス認定インターネットシングル王座

## 得意技
- 低空ドロップキック
- ミサイルキック
- スモールパッケージホールド
- オクラホマロール
- ウラカンラナ
当初は、藤本つかさが使っていた技だったため、さくらえみから使用を禁じられている。それでも使い続け、藤本が使わなくなったこともあり、フィニッシュホールドとして定着。2009年10月17日、その藤本にこの技で勝利している。
- カサドーラ
- フットスタンプ
コーナーからのダイビング式も使用するが、ダウンした相手にロープワークを利用して連続した攻撃をすることが多い。
- セントーン
- 相手の耳元で絶叫
コーナー等の至近距離での攻防で使用する。鼓膜は鍛えられない為、ある意味「凶器」とも呼べる。
ハードコアリボンでは高橋奈苗相手に、凶器として持ち込んだ拡声器を使用した。
2010年10月10日札幌大会でのバトルロイヤルでは、くるみと共に敢行し、コーナートップ上にいた佐々木貴を転落させた。
- ボディブロー
相手の腹部を殴る「反則技」。
- ブレーンバスターホールド
- 腕ひしぎ十字固め
コーナーでのぶら下がり式も使用する。
- 三角締め
- ちいちきん（変形グランド卍固め）
四つんばいの相手の右腕を自分の股の間をとおしてから左足でロックしたまま前転して、相手の首を右足で固め、さらに相手の左腕をアームロックで絞る。
- マフラーホールド
- キーロック
- ハラグロック
GENTARO命名。ルベル・ロックと同型
- 脇固め
- キドクラッチ
相手選手が脇固めから逃れようと、前転した所を丸め込む。
- ジャングルクラッチ
正面から相手の股越しに腕をクラッチしつつ体を預けて倒し、そのままフォールする。 CHANGOとの練習中に学んだ技だが、初公開時にはあくまでオリジナルの「ちいちゃんクラッチだぉ」と主張。その後、パートナーの木高イサミが改めてジャングルクラッチと命名した。現在のフィニッシュホールド。
- 金銭買収行為
レフェリーや選手に対し、1万円をちらつかせて渡し、味方につける。
- サノクラッチ

## 入場テーマ曲
- 「黒く塗りつぶせ」（矢沢永吉）
- 「チキチキバンバン」
- 「もってけ!セーラーふく」アニメ「らき☆すた」オープニング。真琴とのアキバ系コンビで登場するとき限定。

## 主な出演作品

### 映画
- 平成トンパチ野郎〜男はツラだよ〜（2009年）（マジカル／グラッソ）

### テレビドラマ
- マッスルガール! 第6話（2011年、毎日放送）